# Nemapteryx caelata
Nemapteryx caelata és una espècie de peix de la família dels àrids i de l'ordre dels siluriformes.

## Morfologia
- Els mascles poden assolir 45 cm de longitud total.[1][2]

## Alimentació
Menja principalment invertebrats i peixets.

## Hàbitat
És un peix demersal i de clima tropical.

## Distribució geogràfica
Es troba a l'Índia, Sri Lanka, el Pakistan, Bangladesh, Myanmar i Tailàndia.

## Ús comercial
Es comercialitza fresc i en salaó.